# Філіппінська мова
Філіппі́нська мо́ва, або філіпі́но (тагал. Pilipino, Filipino) — національна та офіційна (разом з англійською) мова Філіппін. Належить до сім'ї австронезійських мов та базується на місцевих мовах, насамперед тагальській. Містить значну кількість запозичень з англійської та іспанської. За філіппінським законодавством, місцевий уряд «забезпечує та сприяє еволюції, розвитку та подальшому збагаченню філіппінської мови… на основі наявної філіппінської та інших мов». Переважно, філіппінська мова є першою для мешканців Метро Маніла (Національного столичного регіону) та другою для решти філіппінців.
Інколи термін «філіпіно» некоректно вживається як збірна назва усіх мов Філіппін. Також, з огляду на схожість між тагальською та філіппінською, останню часто ідентифікують з першою.

## Історія
Філіппіни — це багатомовна держава зі 175 живими мовами, що виникли та використовуються різними етнолінгвістичними групами. Багато з цих мов походять від спільної малайсько-полінезійської мови, яка з'явилася в результаті австронезійської міграції з Тайваню. Спільна малайсько-полінезійська мова розділилася на різні мови і зазвичай через малайську мову, лінгва франка морської Південно-Східної Азії, ці мови запозичили терміни, що походять з інших мов, таких як японська, хоккло, санскрит, тамільська та арабська. Малайська мова зазвичай використовувалася правлячими класами та торговцями з держав і різних культур на Філіппінах для міжнародного спілкування в межах морської Південно-Східної Азії. Філіппінці вперше взаємодіяли з іспанцями, використовуючи малайську мову. Крім того, хроністи XVI століття зазначали, що королі та володарі на островах зазвичай говорили близько п'ятьма мовами.
Іспанське вторгнення на Філіппіни розпочалося в 1565 році з падіння Себу. Згодом столицею іспанського поселення на Філіппінах стала Маніла, розташована в регіоні, де говорили тагальською мовою, після її захоплення у мусульманського королівства Лусон, яким правили раджі Матанде та Сулайман, а також індуїстсько-буддистського королівства Тондо, яким правив Лакан Дула. Після падіння Маніли місто стало столицею іспанського поселення в Азії завдяки своєму комерційному багатству та впливу, стратегічному розташуванню та іспанським побоюванням щодо нападів з боку португальців і голландців.
Перший словник тагальської мови, опублікований як Vocabulario de la lengua tagala, був написаний францисканцем Педро де Сан Бенавентурою і виданий у 1613 році «батьком філіппінського друкарства» Томасом Пінпіним у Пілі. Пізніше подібну книгу з такою ж назвою написав чеський єзуїтський місіонер Павло Кляйн (відомий місцевим як Пабло Клейн) на початку XVIII століття. Кляйн говорив тагальською та активно використовував її у кількох своїх книгах. Він написав словник, який пізніше передав Франциско Янсенсу та Хосе Ернандесу. Подальшу компіляцію його значної роботи підготували Хуан де Ноцеда та Педро де Санлюкар і опублікували як Vocabulario de la lengua tagala у Манілі в 1754 році. Словник неодноразово перевидавався, останнє видання було опубліковане в 2013 році в Манілі.
Іспанська мова використовувалася в офіційному статусі як мова уряду під час іспанського періоду. Іспанська відіграла важливу роль у єднанні Філіппін, країни, що складається з понад 7000 островів з безліччю етнічних груп, мов і культур. До іспанського правління архіпелаг не був об'єднаною нацією, а радше сукупністю незалежних королівств, султанатів і племен, кожне зі своєю мовою та звичаями. Під час американського колоніального періоду англійська стала додатковою офіційною мовою Філіппін разом з іспанською; однак кількість носіїв іспанської мови поступово зменшувалась. США ініціювали політику, яка призвела до поступового виключення іспанської з офіційного використання на Філіппінах. Це не було зроблено через прямий заборону, а через стратегічне зміщення мовної політики, яка сприяла розвитку англійської як основної мови для освіти, урядування та права. Наразі іспанська мова є факультативною та добровільною мовою згідно з Конституцією 1987 року, поряд з арабською.
12 листопада 1937 року перша Національна асамблея Філіппін ухвалила Закон про створення Національного мовного інституту для вивчення та розгляду усіх місцевих діалектів з метою обрання того, який слугуватиме базисом національної мови Філіппін. Невдовзі інститут рекомендував обрати тагальську мову як основу національної. 31 грудня 1937 року президент Мануель Кесон оголосив мову, засновану на тагальській, Національною мовою Філіппін.
Тагальську мову було обрано за таких причин:
1. Вона була найширше вживаною та найзрозумілішою у всіх регіонах Філіппін.
2. Вона не поділяється на діалекти настільки, як бісайська мова.
3. Корпус тагальської літератури найбільший серед місцевих мов.
4. Тагальська мова завжди була мовою столиці — Маніли.
5. Тагальська мова була мовою Філіппінської революції 1896 року та підпільної націоналістичної організації Катіпунан (тагал. Katipunan) — двох яскравих явищ філіппінської історії.

18 червня 1938 року Національна асамблея створила Інститут національної мови (попередній інститут було розформовано), завданням якого стало укладення словника та граматики для їхньої публікації не пізніше ніж за два роки після проголошення президентом Національної мови. В результаті у зазначений термін президентові було подано «Тагальсько-англійський словник» за авторством др. Сесіліо Лопеса та граматика Balarila ng Wikang Pambansa авторства Лопе К. Сантоса. Починаючи з 1940/41 навчального року Національна мова почала вивчатися у школах. У 1946 році, після отримання Філіппінами незалежності від США, мова стала офіційною (разом з англійською та іспанською).
Від 1959 року для позначення національної мови використовується термін «піліпіно» (який згодом перетворився на «філіпіно» — де-юре нову мову) для відокремлення офіційної мови від тагальської етнічної групи.
Попри один з найвищих індексів мовного розмаїття у Філіппінах, філіппінська мова реалізувалася як національна завдяки «телебаченню, фільмам, коміксам, еміграції та освітній системі».

## Класифікація
Попри заявлений у законодавстві розвиток філіппінської мови на основі усіх філіппінських мов, національна мова Філіппін досі базується переважно на тагальській мові з деякими запозиченнями з немісцевих мов (англійської та іспанської). Деякі науковці вважають тагальську, піліпінську та філіппінську мови різновидами однієї мови, позаяк ці мови об'єднує спільна граматика, а між собою вони є цілком зрозумілими.
Тому за класифікацією «Ethnologue» філіппінська мова вважається різновидом тагальської мови, центральнофіліппінської гілки, малайсько-полінезійської надгілки австронезійської мовної сім'ї. Термін «філіппінська мова» часто вживається як синонімічна назва тагальської мови.

## Порівняння філіппінської та тагальської мов
Стверджується, що нинішній стан філіппінської мови суперечить задуму Республіканського акту (RA) № 7104, який вимагає, щоб національна мова розвивалася та збагачувалася лексиконом інших мов країни.
Хоча офіційна точка зору (поділяється урядом, Комісією з філіппінської мови та низкою освітян) полягає в тому, що філіппінська та тагальська вважаються окремими мовами, на практиці філіппінська може розглядатися як офіційна назва тагальської або навіть її синонім. Сьогоднішню філіппінську мову найкраще описати як «тагальсько-орієнтовану». Вона зазвичай називається тагальською в межах Філіппін та серед філіппінців для відмежування від інших філіппінських мов, але також отримала назву філіппінська, щоб відрізнити її від мов інших країн. Перша назва натякає на регіональне походження, тоді як друга — національне. Це схоже на порівняння між кастильською та іспанською мовами, або між мандаринською та китайською.
Політичні визначення осторонь, тагальська і філіппінська є лінгвістично тотожними, зокрема мають однакову граматичну структуру. 23 травня 2007 року Рікардо Марія Ноласко, голова Комісії з філіппінської мови (KWF) і експерт з лінгвістики, визнав у промові на конференції NAKEM в Університеті штату Маріано Маркоса, що філіппінська мова — це, по суті, тагальська за синтаксисом і граматикою, без жодного елемента граматики чи лексики з ілокано, себуано, хілігайнона чи будь-якої іншої філіппінської мови. Він також зазначив, що це суперечить задуму Республіканського акту № 7104, який вимагає розвивати та збагачувати національну мову лексиконом інших мов країни, над чим комісія працює.
24 серпня 2007 року Ноласко докладніше пояснив зв'язок між тагальською та філіппінською мовами:
«Чи є „тагальська“, „піліпіно“ та „філіппінська“ різними мовами? Ні, вони є взаємнозрозумілими варіантами, а, отже, належать до однієї мови. За даними KWF, філіппінська — це мовний варіант, яким говорять у Манілі та інших міських центрах, де зустрічаються різні етнічні групи. Це найпрестижніший варіант тагальської та мова, яку використовують національні засоби масової інформації. Іншим критерієм для розмежування мови та діалекту є: різна граматика — різна мова. „Філіппінська“, „піліпіно“ та „тагальська“ мають ідентичну граматику. Вони мають однакові визначники (ang, ng і sa); однакові займенники (siya, ako, niya, kanila тощо); однакові вказівні займенники (ito, iyan, doon тощо); однакові зв'язки (na, at і ay); однакові частки (na і pa); та однакові дієслівні афікси -in, -an, i- та -um-. Отже, однакова граматика, одна мова».
У контексті використання філіппінської мови, зокрема її просування як національної мови, часто використовується термін Tagalista. Хоча слово Tagalista буквально означає «той, хто спеціалізується на тагальській мові чи культурі», у контексті дискусій про національну мову та «імперську Манілу» воно використовується для позначення «людей, які просувають або просували б перевагу тагальської на шкоду іншим корінним філіппінським мовам».